# Nýřany
Nýřany (en allemand : Nürschan) est une ville du district de Plzeň-Nord, dans la région de Plzeň, en Tchéquie. Sa population s'élevait à 6 960 habitants en 2024.

## Géographie
Nýřany se trouve à 4 km au sud-ouest du centre de Město Touškov, à 13 km à l'ouest-sud-ouest du centre de Plzeň et à 98 km à l'ouest-sud-ouest de Prague.
La commune est limitée par Úlice, Plešnice au nord, par Bdeněves, Myslinka et Tlučná à l'est, par Líně, Úherce et Přehýšov au sud et par Blatnice, Rochov et Kbelany à l'ouest.

## Histoire
La première mention écrite de la localité date de 1272.

## Administration
La commune se compose de trois sections :
- Doubrava
- Kamenný Újezd
- Nýřany

## Galerie

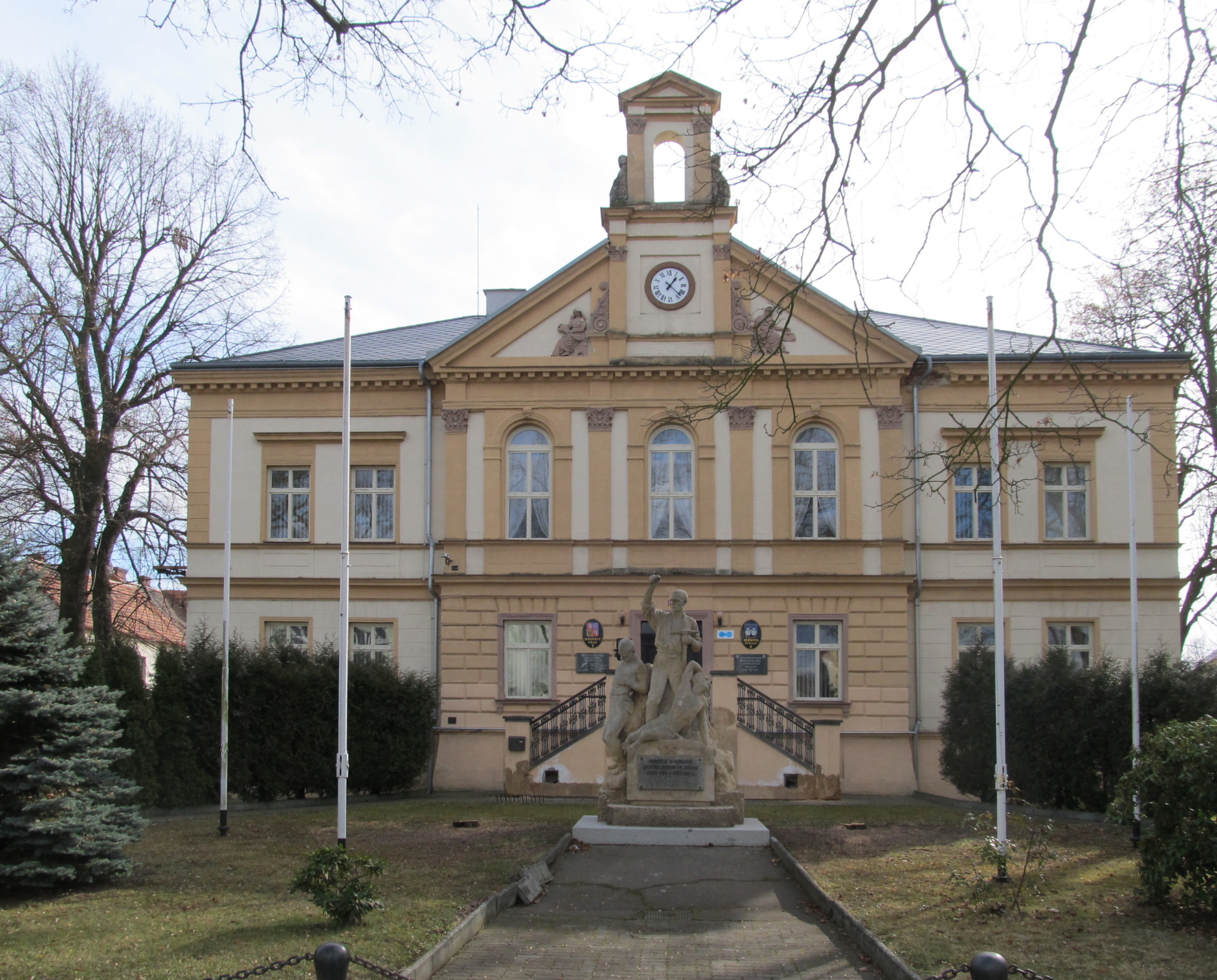
Nýřany : hôtel de ville.
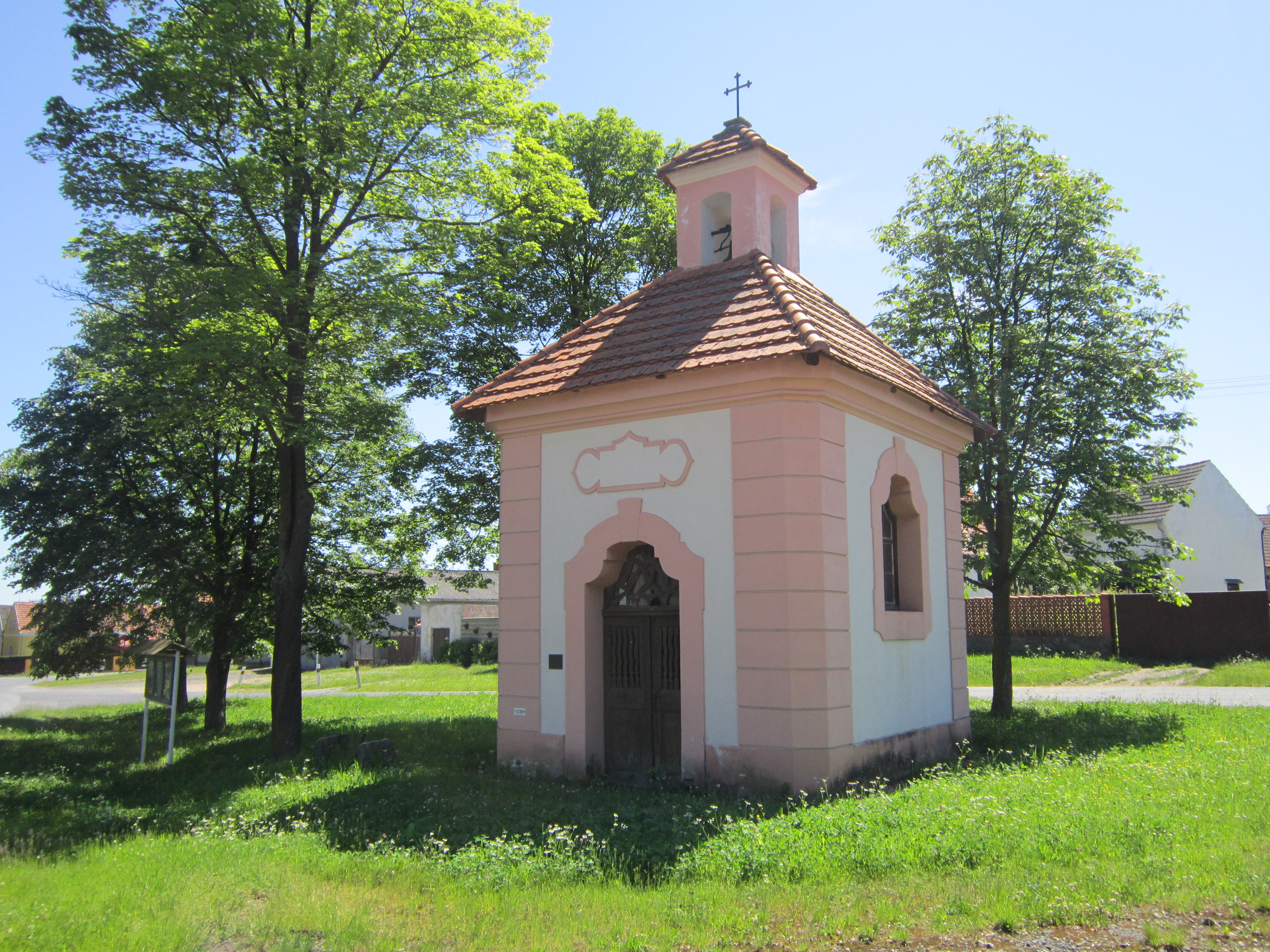
Chapelle à Doubrava.

## Transports
Par la route, Nýřany se trouve à 17 km de Plzeň et à 112 km de Prague. 
Nýřany est desservie par l'autoroute D5, qui relie Prague à l'Allemagne par Plzeň, et contourne la ville par le sud ( ZE Nýřany).

## Personnalité
- Anna Letenská (1904-1942), actrice.